# ロバート・ムーア・ウイリアムズ
ロバート・ムーア・ウイリアムズ（Robert Moore Williams、1907年 - 1978年）は、アメリカ合衆国のSF作家。
ミズーリ州ファーミントン生まれ。
1937年「アスタウンディング・サイエンス・フィクション」誌に「Zero as a Limit」でデビュー。

## 日本語訳された作品

### 長編
- 『宇宙連邦捜査官』（The Chaos Fighters (1955)、中尾明訳、久保書店QTブックス） 1968
- 『金星を襲う青い原子』（The Blue Atom (1958)、中上守訳、久保書店QTブックス） 1976
- 『21世紀の顔』（Vigilante -21st Century (1967)、清水谷漫歩訳、成学館） 1970

### 短編
- 「挑戦」（The Challenge (1950)、川村哲郎訳、S-Fマガジン1961年6月号）
- 「赤い死」（The Red Death of Mars (1940)、稲葉由紀訳、S-Fマガジン1961年9月号）
- 「ロボット還る」（Robot's Return (1938)、大山優訳、S-Fマガジン1962年1月号）
『時間と空間の冒険 No.2』（ハヤカワSFシリーズ）に収載
『ロボット文明』（芳賀書店）に収載
- 「角笛の響き」（The Sound of Bugles、三田村裕訳、S-Fマガジン1970年3月号）
- 「鉄の殉教者」（The Metal Martyr、大野二郎訳、S-Fマガジン1970年10月号）